# پپسی آبی
پپسی آبی نوشابه ای با طعم توت بود که توسط شرکت پپسی کو تولید می‌شد.

## تاریخ

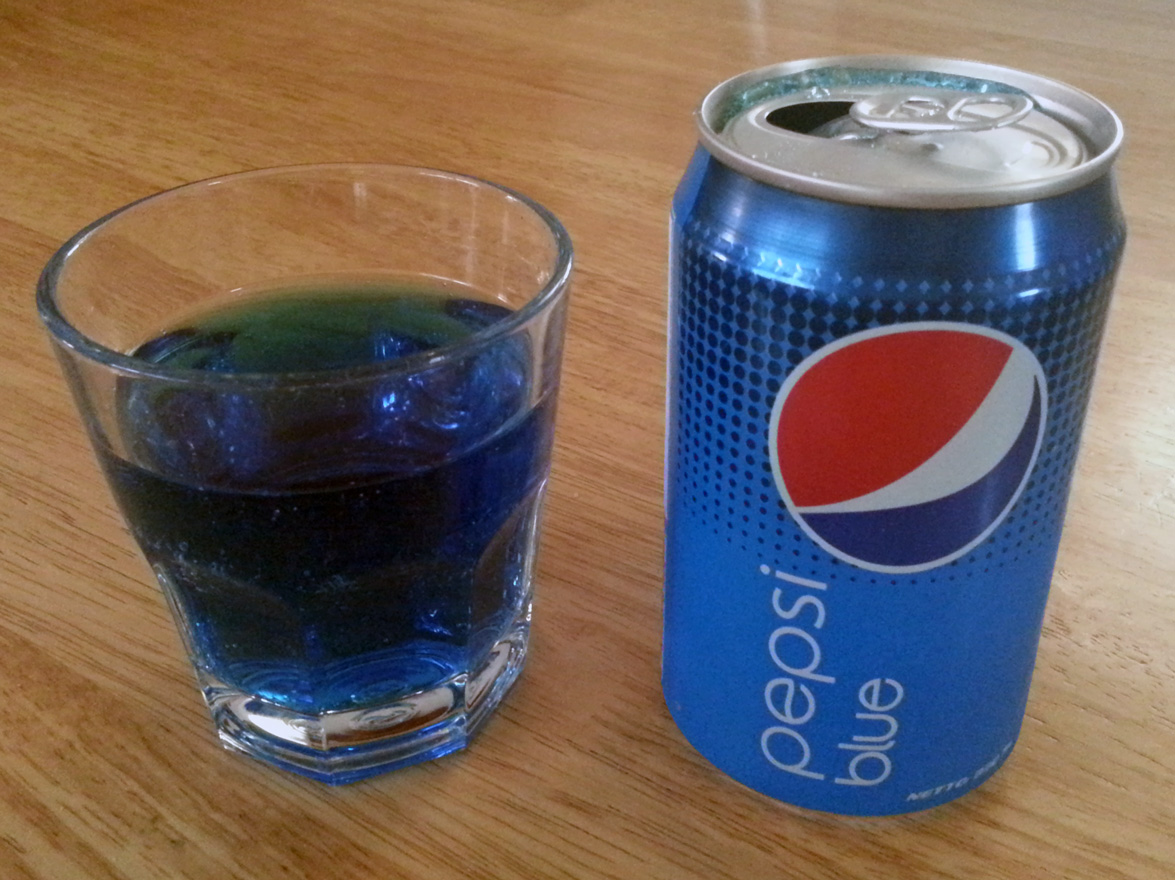
یک قوطی معاصر در کنار یک لیوان پپسی آبی.

پپسی آبی در اواسط سال ۲۰۰۲ راه اندازی شد و در سال ۲۰۰۴ در کانادا و ایالات متحده متوقف شد، اگرچه در فیلیپین و اندونزی همچنان در دسترس است. عطر و طعم آن نتیجه آزمایش طعم بیش از ۱۰۰ طعم در یک دوره ۹ ماهه است. برای جلب توجه مصرف‌کنندگان نوجوان با رنگ آبی روشن و عطر و طعم بی نظیر آن طراحی شده‌است. طعم و مزه پپسی بلو توسط پپسی فقط به عنوان «توت» توصیف شد و توسط نوشیدنی‌ها مانند زغال اخته یا تمشک، یا شبیه آب نبات پنبه ای با توت مانند پس از طعم و بسیار شیرین و شربت از کولای معمولی توصیف شد. با استفاده از رنگ آبی ۱، ماده رنگی بسیار بحث‌برانگیزی که در بسیاری از کشورها در آن زمان ممنوع بود رنگ آمیزی شد.
این اقدام برای ایجاد نسخه پر رنگ و پرچمدار برند پپسی با معرفی سالن کوه شبنم قرمز که در سال گذشته فروش ۶ درصدی کوهنوردی پپسی کو را افزایش داده بود، دامن زد. PepsiCo اخیراً قصد استفاده از برنامه مارک تجاری ایالات متحده با رنگ آبی Pepsi را پر کرده‌است.

## ترویج
اگرچه توسط PepsiCo به شدت تبلیغ می‌شود، از جمله تبلیغات خواننده موسیقی پاپ، بریتنی اسپیرز و گروه‌های Sev و Papa Roach، و همچنین در فیلم‌های The Italian Job and Garfield: The Movie، اما به دلیل کم فروش ماندن، به‌طور گسترده‌ای به عنوان یک تجارت تجاری دیده می‌شود. حتی با عدم موفقیت پپسی آبی، پپسی کو همچنان موفق به رشد دو رقمی شد.
پپسی آبی پس از بازیهای نیویورک متز در تابستان ۲۰۰۲، جایی که رنگ آبی یکی از رنگهای نمادین باشگاه توپ بود، تبلیغ شد. توزیع بطری‌های رایگان VW New Beetle با مضمون پپسی Blue در مراکز خرید معروف در سراسر کشور از دیگر تبلیغات بود. Jolt Cola یک نوشیدنی مشابه به نام Jolt Blue CX2 درست می‌کند. نوشابه تمشک آبی در یک قوطی فلزی باتری شکل با طعم و مزه ای که اغلب مانند آب نبات توصیف می‌شود. پپسی بلو همچنین توسط آدام ویناتییری، بازیکن وقت پاتریوت‌های نیو انگلند تأیید شد.
در مانیل، فیلیپین، در اواخر سال ۲۰۰۲ برای بزرگداشت قهرمانی عقاب‌های آبی آتنئو در UAAP، پپسی بلو برای مدت محدودی فروخته شد. در سال ۲۰۱۱، پپسی پپسی بلو را در مترو مانیل، فیلیپین با نام پپسی پیناس منتشر کرد. پس از موفقیت پپسی پیناس، به یک محصول دائمی تبدیل شد و به نام پپسی بلو تغییر نام یافت. این در بطری‌ها و قوطی‌ها نادر است اما به عنوان یک نوشیدنی چشمه در فروش فیلیپین 7-Eleven رایج است. در هند، پپسی بلو در طول جام جهانی کریکت ۲۰۰۳ به عنوان حمایتی از تیم کریکت هند که کریکت سازان آن از پیراهن‌های آبی استفاده می‌کنند، فروخته شد.